# Hemiscylliidae
De Hemiscylliidae vormen een familie uit de orde van de bakerhaaien (Orectolobiformes). De familie bevat volgens FishBase twee geslachten.

## Geslachten
- Chiloscyllium J. P. Müller & Henle, 1837
- Hemiscyllium  J. P. Müller & Henle, 1837